# العراق للبيع : المستفيدون من الحرب

يبدأ الفيلم بأحداث مارس 2004 في الفلوجة، حيث أربعةمن موظفي شركة بلاك ووتر تم نصب كمين للمقاولين وإشعال النار في جثثهم المحترقة في الشوارع ثم تم عرضها أخيرا معلقة من جسر. في المقابلات، تؤكد اثنتان من عائلات المقاولين أن بلاك ووتر، بحثا عن ربح أعلى، أهملت تقديم الدعم والحماية المناسبين لموظفيها، بما في ذلك الخرائط والمترجمين لائق، مركبة مدرعة، وأفراد الأمن كافية (كانت قافلتهم قصيرة مدفعي رشاش). تؤكد العائلات أنه مع هذا الدعم، قد يكون أحبائهم على قيد الحياة اليوم.
العراق للبيع: المستفيدون من الحرب هو فيلم وثائقي تم إنتاجه عام 2006 بواسطة روبرت جرينوالد وبرايف نيو فيلم.. تم إنتاج الفيلم عندما كانت حرب العراق على قدم وساق، ويتعامل الفيلم مع الاستغلال المزعوم للحرب وإهمال المتعاقدين والمستشارين الخاصين الذين ذهبوا إلى العراق كجزء من المجهود الحربي الأمريكي.
على وجه التحديد، يدعي الفيلم أربعة مقاولين رئيسيين «بلاك ووتر، كي. بي. ار.-هاليبرتون، كاسي وتيتان». كانوا يبالغون في دفع الفواتير للحكومة الأمريكية ويقومون بعمل دون المستوى المطلوب مع تعريض حياة الجنود الأمريكيين والمدنيين العراقيين وموظفيهم للخطر.كلفت هذه الشركات بـ «كل شيء تقريبا ما عدا القتل الفعلي» بما في ذلك الطعام والغسيل والإسكان والأمن وجمع المعلومات الاستخبارية والاستجواب.

## ملخص
يبدأ الفيلم بأحداث مارس 2004 في الفلوجة، حيث تعرض أربعة مقاولين من شركة بلاك ووتر لكمين، وأشعلوا النيران، وسُحبت جثثهم المحترقة في الشوارع، ثم عُرضت أخيرًا معلقة من أحد الجسور.  في المقابلات، أكدت اثنتان من عائلات المتعاقدين أن شركة بلاك ووتر، بحثًا عن ربح أعلى، أهملت توفير الدعم والحماية المناسبين لموظفيها،  بما في ذلك الخرائط والمترجمين المحترفين والعربة المدرعة وأفراد الأمن الكافي (قافلتهم) كان قصير مدفع رشاش).   تؤكد العائلات أنه مع هذا الدعم، قد يكون أحبائهم على قيد الحياة اليوم. 
ثم يأخذ فيلم «عراق للبيع» المقاولين تايتان و CACI بمهمة تقديم «دعم الاستجواب» لسجن أبو غريب سيئ السمعة. كان هؤلاء المتعاقدون المدنيون خارج سلسلة القيادة العسكرية، ولم يتعرضوا أبدًا للمساءلة عن التعذيب الموثق بشكل وافٍ وغير الخاضع للرقابة الذي بدؤوا به.
وفقًا لمقابلات مع الناجين، كانت شركة KBR التابعة لشركة Halliburton مسؤولة عن مقتل ستة سائقين في كمين نصبته قافلة KBR في العراق عام 2004 لستة سائقين وضعتهم الشركة بشكل غير مسؤول في مناطق خطرة - مناطق كان من المفترض أن تكون محظورة على المدنيين. أيضًا، في المقابلات، اتهم موظفو هاليبرتون السابقون أنه في حين أن الشركة لديها عقد وحيد لتوفير المياه النقية للقوات الأمريكية، فقد قاموا بالفعل بتوزيع مياه الشرب الملوثة.
يوثق Greenwald و Brave New Films أنه في وقت الإنتاج، حققت الشركات المعنية أكثر من عشرات المليارات من الدولارات من عقودها في العراق.  ويرجع ذلك جزئيًا إلى أن الشركات كانت تعمل بموجب عقود «التكلفة الإضافية»، والتي تعوض ما أنفقته في النفقات، بالإضافة إلى الأرباح الإضافية.  وهذا يعني أنهم حققوا بالفعل أرباحًا أكثر عندما دمروا معدات وآلات باهظة الثمن، بدلاً من إصلاحها.  يعرض الفيلم لقطات لشاحنة محترقة بقيمة 80 ألف دولار (كانت مشكلتها الوحيدة الإطارات المنفوخة) التي أشعلتها هاليبرتون على جانب الطريق بدلاً من استبدال الإطار. 
بعض المزاعم الأخرى التي أثيرت في الفيلم تشمل:
- تمتعت الشركات المتعاقدة بعلاقات وثيقة مع شخصيات مهمة في واشنطن العاصمة، بما في ذلك الرئيس آنذاك جورج دبليو بوش وغيره من الجمهوريين رفيعي المستوى. [2]
- غالبًا ما منح الكونجرس عقود «بدون عطاءات» لهذه الشركات الخاصة. [9]
- هذه العقود، بدلاً من توفير المال لدافعي الضرائب الأمريكيين، نتج عنها بالفعل مليارات الدولارات من الهدر غير الضروري. [7]
- يقطع المقاولون زوايا بشأن سلامة موظفيهم وتدريبهم، وغالباً ما يكون ذلك بنتائج مميتة. [4]

## الإنتاج والتوزيع
كان هذا أول فيلم يجمع أموالًا ضخمة للإنتاج من تبرعات صغيرة عبر الإنترنت: 267892 دولارًا من 3000 شخص في 10 أيام. كان للفيلم إصدار مسرحي محدود.  تم إصداره في وقت واحد على قرص DVD وتم عرضه في جميع أنحاء البلاد في «حفلات منزلية» لآلاف أفلام Brave New Films. 

## استقبال
عراق للبيع هو من بين أفضل الأفلام التي تمت مراجعتها من فيلم Brave New Films ، وحصل على موافقة 100 ٪ من النقاد الذين جمعتهم Rotten Tomatoes. وصفته صحيفة نيويورك تايمز بأنه «كتالوج مرعب من الجشع والفساد وعدم الكفاءة بين المتعاقدين الخاصين في العراق»،  مضيفة أن الفيلم «فعال للغاية».  يقول سالون إنه كان «تقريرًا استقصائيًا عنيدًا ومثيرًا للإعجاب»،  ووصفته صحيفة Village Voice بأنه «تذكير مطلوب بشدة بالإهمال الإجرامي لأولئك الذين يقودون القوات في هذه الفوضى وأولئك الذين استفادوا منها».

## رد المقاول
حاول Greenwald مقابلة ممثلي الشركات المعنية للفيلم، ولكن دون جدوى.  تؤكد شركة Halliburton أن الفيلم هو «إعادة صياغة أخرى للمعلومات غير الدقيقة المعاد تدويرها.»  ورفض إريك برنس، مؤسس شركة بلاك ووتر، الفيلم ووصفه بأنه «سياسة يسارية في عام الانتخابات». في الأسئلة الشائعة على موقعها الإلكتروني، قالت CACI إنه سيكون «اتهامًا كاذبًا خبيثًا» أن نطلق عليهم اسم مستغلي الحرب.

## المشاركون
- كاتي هيلفيستون ويتنجيل - والدة سكوت هيلفيستون
- دونا وجوزو زوفكو - والدا جيري زوفكو
- توم زوفكو - شقيق جيري زوفكو
- كريس ليهان - خبير اتصالات الأزمات
- أنتوني لاغورانيس - محقق عسكري أبو غريب
- جانيس كاربينسكي - العميد السابق أبو غريب
- شريف عقيل - محامي الحقوق المدنية
- حسن العزاوي - معتقل أبو غريب
- براتاب تشاترجي - المدير التنفيذي، CorpWatch
- الحاج علي - معتقل أبو غريب
- مارك بنجامين - صحفي، Salon.com
- جوشوا كاستيل - محقق عسكري أبو غريب
- مروان المويري - لغوي تيتان، قاعدة كركوك الجوية، العراق
- آلان جرايسون - جرايسون وكوبلي، كمبيوتر شخصي
- ماسي ريتش - OpenSecrets
- ايدان دلغادو - SPC ، الجيش الاحتياطي، الناصرية وأبو غريب
- دوج بروكس - رئيس IPOA
- ديفيد مان - SPC ، الجيش الأمريكي
- جيف ميلارد - SGT ، الحرس الوطني للجيش
- إد سانشيز - سائق شاحنة سابق لشركة KBR / Halliburton
- كيم وأبريل جونسون - عائلة توني جونسون
- هولي هيليت - زوجة ستيف هوليت
- بيل بيترسون - سائق شاحنة سابق في KBR / Halliburton
- سكوت ألين - كروز، سكوت، هندرسون وألين، إل إل بي
- كيث أشداون - دافعي الضرائب من أجل الفطرة السليمة
- رالف بيترز - المقدم (متقاعد)
- Bunnatine Greenhouse - الرئيس التنفيذي السابق للمقاولات، USACE
- بن كارتر - متخصص سابق في تنقية المياه في KBR / Halliburton
- شين راتليف - سائق شاحنة سابق في KBR / Halliburton
- ماري دي يونغ - مديرة العقود السابقة في KBR / Halliburton
- ستيوارت سكوت - KBR / Halliburton فورمان عمالي سابق
- جيمس لوجسدون - سائق شاحنة سابق في KBR / Halliburton
- Bud Conyers - سائق شاحنة سابق لشركة KBR / Halliburton
- كيلي دوجيرتي - SGT ، الحرس الوطني لجيش كولورادو
- Harry Bunting - اختصاصي مشتريات سابق في KBR / Halliburton
- جيم دوناهو - هاليبيرتون ووتش
- تشارلز لويس - صندوق الاستقلال في الصحافة
- كريس فاريل - المراقبة القضائية
- تشارلي كراي - مركز سياسة الشركة

## روابط خارجية
- الموقع الرسمي
- Iraq for Sale: The War Profiteers  في قاعدة بيانات الأفلام على الإنترنت (بالإنجليزية)
- L.A. Times review, Los Angeles Times, September 8, 2006
- Being There Magazine review, Being There Magazine
- "Iraq For Sale: documentary about profiteering contractors", Boing Boing, September 24, 2006
- San Francisco Chronicle review, San Francisco Chronicle, September 15, 2006
- New York Times review, New York Times, September 9, 2006